# Димитър Симидов
Димитър Асенов Симидов (21 ноември 1898 - 11 декември 1984) е български преводач и писател, роден в Оряхово и починал в София.

## Кратка биография
През 1926 година в Брюксел завършва „Стоматология“.
След това се отдава на писателска и преводаческа дейност. Пише приказки, разкази за деца и юноши, превежда над 150 книги от световната класика. През 1942-1944 г. е началник-отдел в Радио София. Превежда от френски, немски и английски език, като използва и фамилията Симидчиев.
Той е автор на текста на първия химн на ФК „Левски“ (София) от 1924 г.
Умира на 11 декември 1984 година в София.

## Преводи
- „Доктор Окс. Познати и непознати светове“ на Жул Верн от 1942 година (от френски език)[3]
- „Възможности“ на Фридрих фон Логау (от немски език)
- „Германска война“ на Фридрих фон Логау (от немски език)
- „Герои“ на Фридрих фон Логау (от немски език)
- „Дружба“ на Симон Дах (от немски език)
- „Заплахи“ на Фридрих фон Логау (от немски език)
- „Песен за войната“ на Матиас Клаудиус (от немски език)
- „Родина“ на Фридрих фон Логау (от немски език)
- „Справедливост“ на Фридрих фон Логау (от немски език)
- „Съдбовна строфа“ на Якоб Михаел Райнхард Ленц (от немски език)
- „Съдия и селянин“ на Йохан Готфрид Зойме (от немски език)
- „Трудът“ на Йохан Хайнрих Фос (от немски език)
- „Хиляда златни години“ на Фридрих фон Логау (от немски език)
- „Човекът“ на Матиас Клаудиус (от немски език)